# Pseudonymphidia agave
Pseudonymphidia agave is een vlindersoort uit de familie van de prachtvlinders (Riodinidae), onderfamilie Riodininae.
Pseudonymphidia agave werd in 1886 beschreven door Godman & Salvin.